# Estética de la recepción

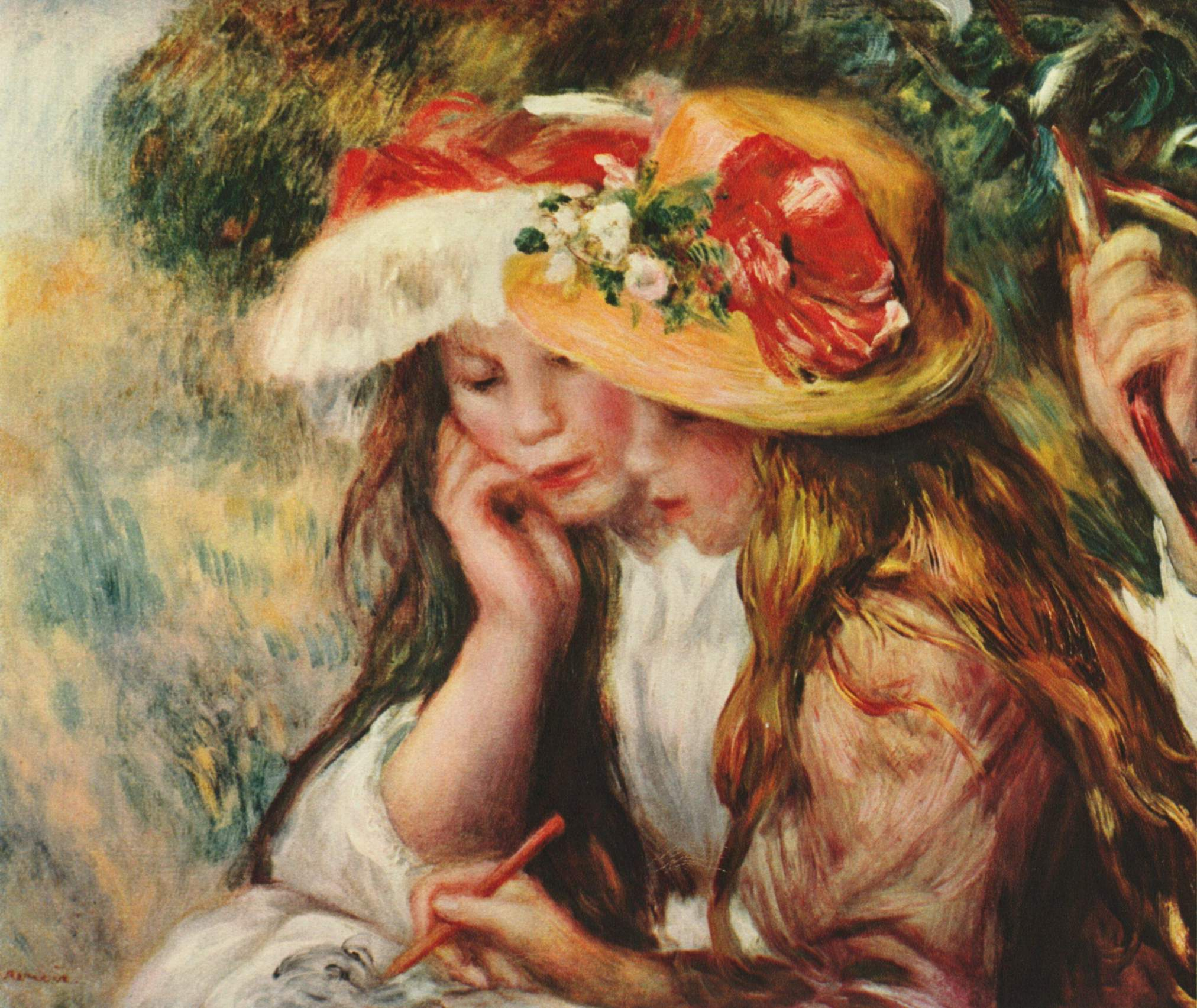
Two Girls Reading, de Pierre-Auguste Renoir.

La estética de la recepción es una de las distintas teorías literarias que analizan la respuesta del lector ante los textos literarios; en esta escuela se hace especial hincapié en el modo de recepción de los lectores, concebidos como un colectivo histórico. El teórico principal es Hans Robert Jauss, quien escribe desde finales de los años 1960, junto con Wolfgang Iser y Harald Weinrich. La teoría de la recepción ejerció una gran influencia hasta mediados de los años 1980, sobre todo en Alemania y la Europa Occidental. Es paralela a los estudios sobre el "lector modelo" de Umberto Eco y a la teoría literaria inglesa del "reader's response criticism".
Este análisis textual se centra en el ámbito de la "negociación" y "oposición" sobre parte de la audiencia. Esto implica que un texto (ya sea un libro, una película, o cualquier otro trabajo creativo) no es siempre interpretado con las mismas motivaciones por las que fue escrito, sino que el lector lo hace basado en su bagaje cultural individual y en sus experiencias vividas. La variación de este "fondo cultural" explica por qué algunos aceptan ciertas interpretaciones de un texto mientras otros las rechazan. De esto se desprende que la intención del autor puede variar considerablemente de la interpretación que le dé el lector.
Jauss distingue así 2 tipos de horizontes:
- Horizonte de expectativas: Implicado directamente en la obra.
- Horizonte de experiencias: Suplido por el receptor.

El investigador puede encontrar la comunicación literaria entre ellos, oculta por lo que suele llamarse "hechos literarios". El Objetivo de las nuevas investigaciones orientadas hacia una estética de la recepción es que exijan una teoría literaria capaz de tener en cuenta la interacción entre producción y recepción.
La estética de la recepción restituye el papel activo del lector en la concreción sucesiva del sentido de las obras a través de la historia. Se diferencia de forma casi explícita de una sociología histórica del público que se interesa solo por los cambios de gusto, intereses o de ideologías.
La estética de la recepción sostiene una concepción dialéctica: desde su perspectiva, la historia de las interpretaciones de una obra de arte es un intercambio de experiencias o, si se quiere, un diálogo, un juego de preguntas y respuestas.